# Bacchanale devant un terme
Bacchanale devant un terme est un tableau réalisé par le peintre français Nicolas Poussin en 1632-1633. De format horizontal, cette huile sur toile est une peinture mythologique qui représente une bacchanale à proximité d'un terme érigé à l'orée d'un bois. Sa composition est centrée sur un groupe de danseurs dont émerge, sur la gauche, une bacchante pressant du raisin à l'intention de jeunes garçons. Sur la droite, où les effets du vin se font sentir, un faune assaille une fêtarde étendue au sol, tandis que derrière eux un enfant se penche dans un grand vase, pour boire ou peut-être vomir. Achetée en 1826, l'œuvre est conservée à la National Gallery, à Londres, au Royaume-Uni.